# Estameña

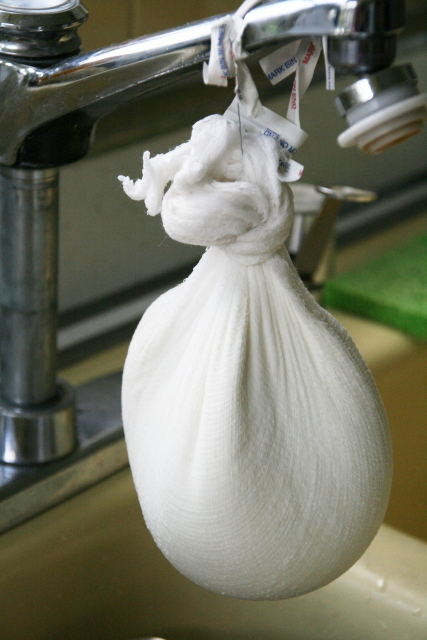
Estameña para escurrir el suero en la fabricación tradicional de queso.

Una estameña es un filtro empleado en la cocina que funciona por decantación. Se trata de un trozo de tela relativamente abierto, precisamente de estameña, que se emplea para colar las salsas, resultando así más finas de textura. Las salsas de cocinero suelen resultar siempre más finas que las corrientes, y es debido al empleo que hacen de la estameña y al cuidado que ponen en cocerlas. Se suele emplear en los purés y sopas de aspecto fino.

## Empleo
Las salsas coladas inicialmente por el colador chino se vuelven a poner al fuego, y se deja que vayan cociendo despacio, limpiando a menudo la nata y espuma que va subiendo a la superficie según va hirviendo. Para que sea más fácil la operación de limpieza (dépouiller en francés), se da inclinación a la cacerola, de esta forma es muy fácil quitar con una cuchara la nata que se acumula a un lado. Cuando está perfectamente limpia se cuela por la «estameña» de tela: para esto se coge por sus dos puntas, se coloca sobre una cacerola, se vierte la salsa y para apurarla bien se retuerce la estameña en sentido inverso; esta operación conviene hacerla entre dos personas.